# 精致利己主义
精致利己主义是利己主义的隐蔽表现形式。精致利己主义者与普通的利己主义者相比除了具有利己的本能之外，还善于包装，能够将利己行为合理化或美化。“精致的利己主义者”这一术语最早由北京大学教授钱理群提出。

## 观点
2012年4月，在刘道玉召集的理想大学研讨会上，北京大学教授钱理群提出了反思高等教育的精致利己主义者观点，引发舆论热议。
我们的一些大学，包括北京大学，正在培养一些‘精致的利己主义者’，他们高智商，世俗，老到，善于表演，懂得配合，更善于利用体制达到自己的目的。这种人一旦掌握权力，比一般的贪官污吏危害更大。

## 相关报道
一些媒体报道和官方社论中也常借用精致利己主义来描述某些事件。
- 中华人民共和国官媒曾多次批评美国政府在经济政策、安全政策等方面奉行精致利己主义[5][6][7]。

- 2017年，中国中央纪委机关报发文批评一些落马官员为精致的利己主义者[8][9][10]。

- 2022年，西安电子科技大学学生雷某某和卢某某找枪手代写毕业设计，完成后却举报枪手并要求退款。[11]事件曝光后，二人被校方处以留校查看处分[12][13]，这一事件被媒体批为精致的利己主义[14]。